# Бухгольц (Мекленбург-Передня Померанія)
Бухгольц (нім. Buchholz) — громада в Німеччині, розташована в землі Мекленбург-Передня Померанія. Входить до складу району Мекленбургіше-Зенплатте. Складова частина об'єднання громад Ребель-Мюріц.
Площа — 15,17 км2. Населення становить 140 ос. (станом на 31 грудня 2020).

## Галерея

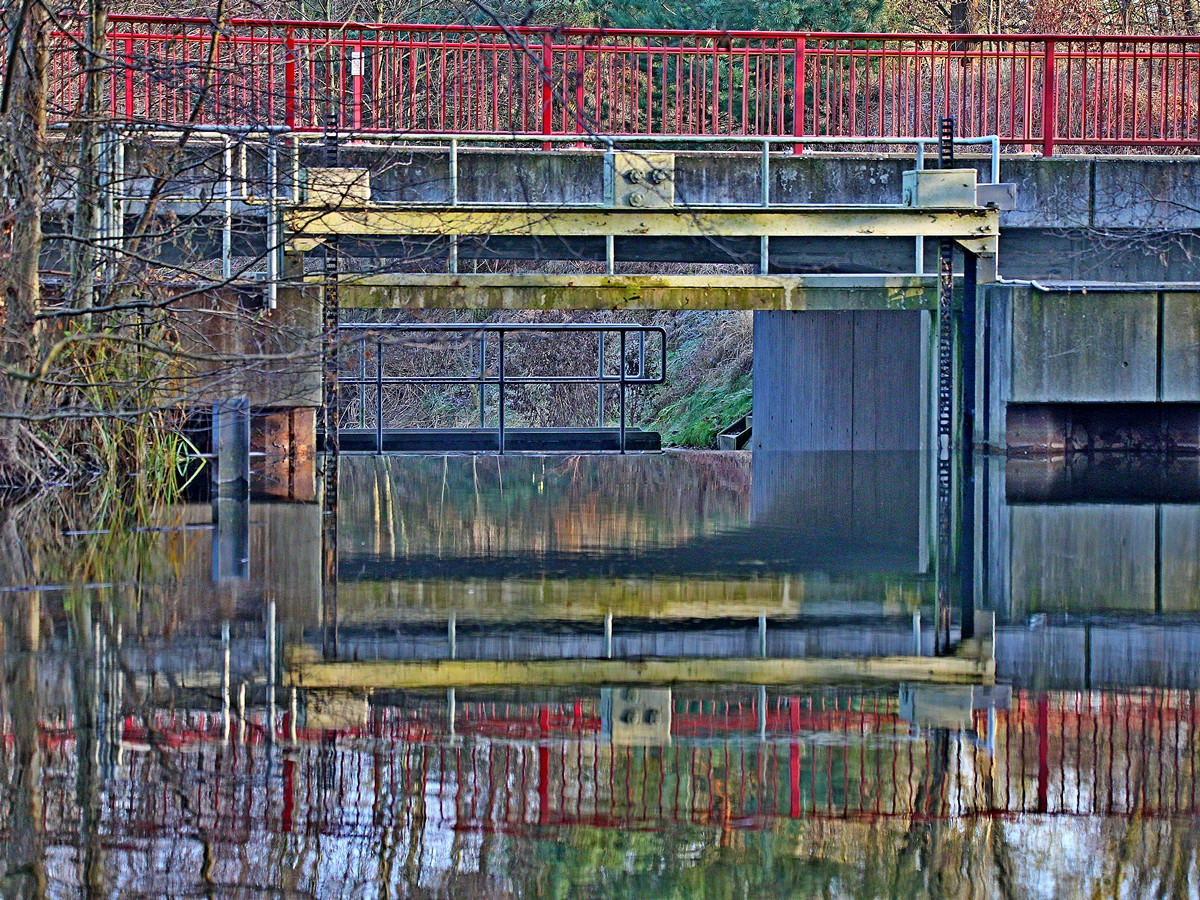